# Oedomyzon tripodum
Oedomyzon tripodum är en kräftdjursart som beskrevs av Jan Hendrik Stock 1981. Oedomyzon tripodum ingår i släktet Oedomyzon och familjen Asterocheridae. Inga underarter finns listade i Catalogue of Life.